# Angrec d'Hermann
Angraecum hermannii
Espèce
Statut CITES
L'angrec d'Hermann (Angraecum hermannii) est une espèce de plantes à fleurs de la famille des Orchidaceae (les orchidées). Elle est endémique de l'île de La Réunion, département d'outre-mer français dans le sud-ouest de l'océan Indien.